# Карма Каг'ю
Карма Каг'ю (тиб. ཀརྨ་བཀའ་བརྒྱུད, Вайлі: [karma bka'-brgyud]) — найбільша підшкола лінії Каг'ю тибетського буддизму.
Вираз «Золота гирлянда Каг'ю» стосується майстрів, які є держателями лінії, головне вчення якої — Махамудра. Це індійські майстри лінії, послідовність перероджень Кармап та їхні найважливіші учні, які зберігають безперервність передачі повчань. Держателі лінії обираються Кармапою, який забезпечує цілісність та чистоту вчення.
Подібним чином саме Кармапа завжди обирає вчителя, завданням якого буде передача повчань лінії йому, Кармапі, в його майбутньому втіленні. Він — великий бодхісаттва, який має здатність бачити реалізацію та якості інших. За допомогою цієї здатності він і обирає своїх вчителів. Не існує жорстких правил, які визначають учителя заздалегідь. В одних випадках держателі лінії — видатні переродженці, в інших — надзвичайні практики, які не обіймають високого положення в релігійній ієрархії.
Інший аспект лінії Карма Каг'ю — проміжні керуючі справами, які опікуються монастирями Кармапи між його переродженнями. Ці люди не є держателями лінії. Приміром, Чотирнадцятий Кармапа, Тхегчог Дордже, призначив 9-го Другчена Міпама Чьок'ї Г'ямцо (також відомого як Мінг'юр Вангі Г'ялпо) проміжним керуючим справами. Шістнадцятий Кармапа, згдіно індійського законодавства, заснував юридичний орган, Благодійну Фундацію Кармапи та призначив її опікунів.

## Історичні витоки школи Карма Каг'ю
Традиція Каг'ю базується на нових циклах тантр, переклади яких робили з опором більше на етимологічну точність, ніж на свободу стилю [1, 49] і це пов'язано з діяльністю Чойкьи Лодоя із Мара, більше відомого як Марпа-Лоцава (1012–1096). Він вважається засновником традиції Каг'ю в Тибеті [2, 119]. За своє життя він тричі відвідав Індію з метою вивчення буддизму [3, 335]. Навчаючись в Індії Марпа став утримувачем лінії повчань. У зв'язку з цим звертаємо увагу на існування поняття лінії спадкоємної передачі вчення від вчителя до учня. В середині традиції існує поділ на «близьку», або «пряму» лінію вчителів, та «далеку», або «непряму» [1, 47].
Пряма лінія вчителів містить два імені — Тілопа та Наропа. Тілопа — вчитель Наропи. Перед ім'ям Тилопи згадують ім'я Будди Ваджрадхари — втіленої Дхармакаї [4, 4]. Скоріше за все він не є історичною особистістю.
Далека лінія складається з таких імен: Ваджрадхара, Ратнаматі, Сараха, Нагарджуна, Шаваріпа, Майтріпа. При цьому про Ратнаматі також згадують як про міфічного персонажа. Сараха відомий як «найвищій сідха нових тантр». Найдавніші джерела датують його народження приблизно через три сторіччя після паранірвани Будди Шакьямуні, але є думка, що він жив у період VII-ІХ ст. нашої єри [4, 8]. З огляду на це, зробимо припущення, що йдеться про Нагарджуну як учня Сарахи, а не засновника Мадхьямаки.
Після повернення до Тибету, в Марпи з'явилося багато учнів, серед яких найвідомішими стали Нгок Чоку Дордже, Метон Цхонпо, Цхуртон Вангдор і Міларепа Жепа Дордже. Кожен з них заснував окремо існуючу школу [5, 13].
В Нгок Чоку Дордже (нар. 1036 р.) були такі відомі учні як Рамцачен, Бавабачен, Сумпа Пходкачен, Нгок Мунпачен та Нгок Доде (нар. 1090 р.), що був сином Чоку Дордже та став утримувачем лінії передачі вчення після смерті батька та вчителя. Метон Цхонпо заснував школу, послідовники якої були дуже вправні у практиці Хеваджра-тантри. Цхуртон Вангдор — його учні спиралися на практику Гухьясамаджа-тантри, та стали в цьому дуже авторитетними серед інших шкіл. Міларепа Жепа Дордже — згідно з легендою був передбачений вчителем Марпи, та мав стати утримувачем всіх повчань цієї лінії передачі. Серед його учнів особливо виділяють Речунга Дордже Драка (нар. 1083 р.) та Гампопу (1079–1173 р.). Першого вчитель відправив до Індії, за повчаннями, які не привіз за свого життя Марпа, наприклад за практикою на «безформову дакіню» а також удосконалив свої навички у шести йогах Наропи [5, 60]. Від Речунга Дордже Драка почалася окрема школа, відома такими іменами як Геше Кхьюгцанпа (1115–1176) та Мачик Ондже.
Гампопа, чиє ім'я в дхармі — Сонам Ринчен, або Дагпо Лхадже, що означає «лікар із Дагпо», відомий тим, що об'єднав два потоки повчань. З одного боку, він прийняв монащі обітниці у школі Кадам (буддизм), отримав повчання від Джайондага, Джаюлви, Геше Ньюгрумпи, Шаво Гангпи и Геше Чагре Гонгкхапи, вивчив традицію «поступового шляху» (тиб.: lam rim), що була принесена до Тибету Атішею, і вчення Дромтонпи [1, 46]. Пізніше зустрівшись з Міларепою він отримав передачу повчань традиції Кагью, включаючи Махамудру та Шість йог Наропи. Знання та методи двох шкіл він об'єднав у органічне ціле, заснувавши школу Дагпо Каг'ю — назва склалася від його імені. Дагпо Каг'ю відрізняє даний напрям від традиції Шангпа Кагью, яка була передана через Кхьюнгпо Налджора (900–1140) учня сіддх-жінок Нігуми і Сукхасиддхі [4, 3].
Найвизначнішими учнями Гампопи були Дусум Кхьенпо (1110–1193), що стане відомий як перший Кармапа та засновник школи Карма Каг'ю [2, 120], або Карма Камцанг, як її іноді називають.

## Історія Карма Каг'ю в Тибеті

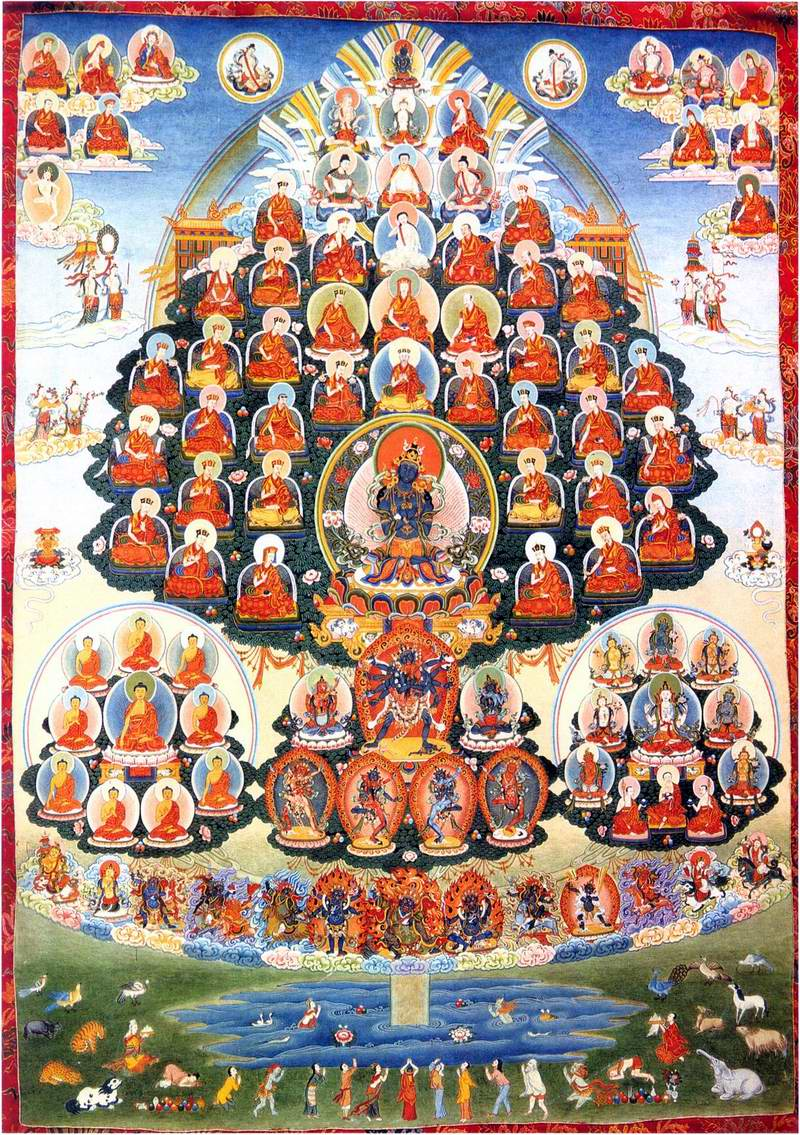
Мальована тханка Карма Каґю Дерево Прихистку.

Карма Каг'ю була заснована учнем Гампопи Дюсум Кхенпою — першим свідомо перероджуючимся ламою Тибета, який отримав титул «Кармапа», «людина активності», «активність усіх будд».
Школа Карма Каг'ю є однією з чотирьох підшкіл тибетського буддизму Каг'ю. Школа Карма Каг'ю виникла в Тибеті у ХІ ст., в науковій літературі також відома за назвами — Каг'юдпа, Карчжупа, Кармапа.
Першими вчителями цієї школи в Тибеті були Марпа (1012—1097), Міларепа (1040—1230), Гампопа (1079—1153), які проголосили лінію наступності релігійного досвіду шляхом передачі його від Учителя учням в усній формі. Наявність письмових текстів та будівництво монастирів, як місць постійного проживання Вчителя та учнів, були не характерними школі Каг'ю на початку її існування. Однак, вже третій (за відліком) Учитель цієї школи, Гампопа, який також здобув освіту в монастирі школи Кадампа і був учнем Атіши, уклав для своїх послідовників письмовий посібник — роз'яснення сутності буддійської догматики та її взаємозв'язку із ритуальними практиками від простих до найскладніших, що ведуть до кінцевої мети існування особистості — Просвітлення. Після смерті Гампопи школа Каг'ю розділилася на 4 великих школи та 8 менших. Кожну очолив один з чотирьох учнів, яких Гампопа ще за життя призначив своїми наступниками. З-поміж усіх чотирьох підшкіл (Карма Каг'ю, Барам Каг'ю, Цхалпа Каг'ю, Пхамо Каг'ю) найбільш життєздатною, активною та дієвою виявилася Карма Каг'ю, а її глава, який носить титул Кармапа і вважається втіленням бодгісаттви Авалокітешвари, завжди мав неабиякий авторитет у Тибеті. Мережа монастирів, яка з часом виникла в рамках школи Карма Каг'ю, вирізнялася серед інших тим, що поруч із монахами в них проживала і світська частина населення, яка практиковала буддійську медитацію. Школа створила власні освітні центри, де світські особи могли вивчати основи філософії і практики. До середини ХХ ст. у цій системі відбулося небагато змін.
На початку 1950 рр. уряд КНР ввів війська в Тибет і встановив справжню урядову владу, наслідком якої став тотальний розгром тибетської буддійської культури. Близько 100 тисяч тибетців, рятуючись від китайських погромів, були вимушені емігрувати в сусідні країни — Індію, Непал, Бутан, Сіккім. А від початку 60-х рр. почалася еміграція тибетців до Європи та США. Поруч із простими тибетцями у вигнанні опинилися глави багатьох релігійних шкіл, у тому числі Далай-Лама XIV (колишній голова тибетського уряду у вигнанні), Г'ялва Кармапа, відоміший як Шістнадцятий Кармапа (голова школи Карма Каг'ю, 16-й за відліком з часу її заснування у ХІІ ст.)

## Перенесення Карма Каг'ю на Захід
У 1959 р. в Тибеті в районі Цурпху дощенту було зруйновано головний монастир школи Карма Каг'ю. Новий монастир побудовано у 1961–1966 рр. у містечку Румтек, що в індійському штаті Сікким. Другий за значимістю монастир школи знаходиться в Бутані. У 1974 р. Кармапа XVI вперше відвідав Європу і відтоді, згідно з його побажанням, лами та вчителі школи почали відкривати центри «лінії Каг'ю» на Заході. Європейські центри Карма Каг'ю відрізняються від їхнього класичного тибетського прототипа такими рисами:
- європейці становлять більшу частину громади;
- засновниками центрів є європейці, учні Кармапи XVI.

Засновниками центрів на Заході (і в Україні теж) є учні Кармапи XVI, які згодом стали Учителями традиції, громадяни Данії, подружжя Оле і Ганна Нідал.
Найбільші громади та групи належать до тибетського напрямку буддизму.[джерело?] Найпоширенішими серед них є Карма Каг'ю, головного відгалуження тибетської школи Каг'ю-па. Вони об'єднані у всеукраїнський релігійний центр «Українська Асоціація Буддистів Школи Карма Каг'ю». Релігійний центр Карма Каг'ю знаходиться під духовним керівництвом Г'ялви Кармапи XVII Тхає Дордже та скеровується Ламою Оле Нідалом. Центр є частиною міжнародної спільноти буддистів традиції Карма Каг'ю у світі.[джерело?]
Також українці практикують он-лайн медитації в традиції Карма Каг'ю безпосередньо з  Йонге Мінг'юр Рінпоче.
Також в Україні представлена буддійська традиція Ґомде, заснована на вченнях Ранґджунґ Єше, яка має громади практикуючих у декількох містах країни. Зокрема, ця буддійська спільнота має дгарма-центри у Києві, Львові, Харкові та групу практикуючих в Одесі.[джерело?]